# Larca laceyi
Larca laceyi es una especie de arácnido del orden Pseudoscorpionida de la familia Larcidae.

## Distribución geográfica
Se encuentra en California (Estados Unidos).